# Michał Rymiński
Michał Rymiński, znany także jako Michałek, Michel, Michael (ur. ok. 1770 w Ihumenowie, zm. 1 stycznia 1797 we Lwowie) – najwybitniejszy polski tancerz baletowy XVIII wieku. Pierwszy tancerz zespołu Tancerze Narodowi Jego Królewskiej Mości w Warszawie (1785–1794) i teatru lwowskiego (1795–1796).

## Kariera artystyczna

### W dobrach hrabiego Tyzenhauza
Urodził się w rodzinie chłopskiej w Ihumenowie koło Hermanowicz, na terenach Wielkiego Księstwa Litewskiego, jako poddany podskarbiego nadwornego litewskiego, hrabiego Antoniego Tyzenhauza. Był wychowankiem jego szkoły artystycznej w Postawach, uczniem francuskiego baletmistrza François Gabriela Le Doux. Uchodził za najlepiej wyszkolonego i najzdolniejszego z jego polskich uczniów.

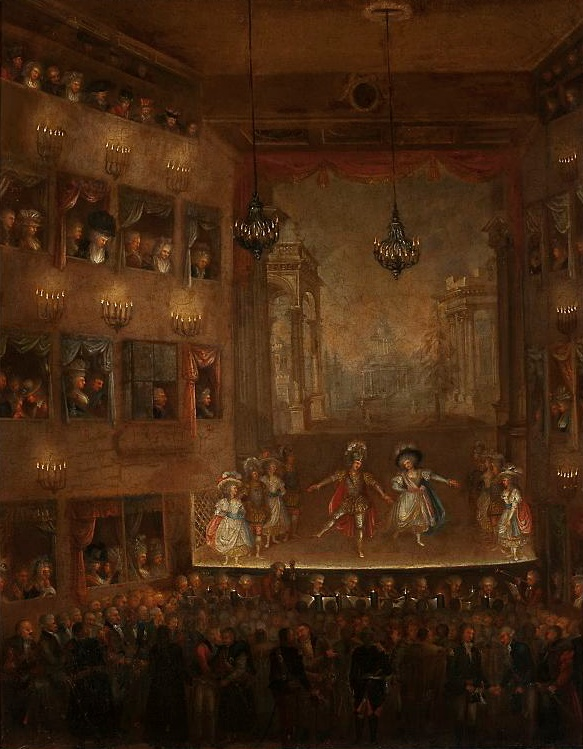
Michał Rymiński, Dorota Sitańska i inni Tancerze Narodowi J. K. Mości w scenie baletowej Daniela Curza w operze Pirro Paisiella, Teatr na placu Krasińskich, 1790; Muzeum Narodowe w Warszawie, obecnie w Muzeum Teatralnym

### W Warszawie

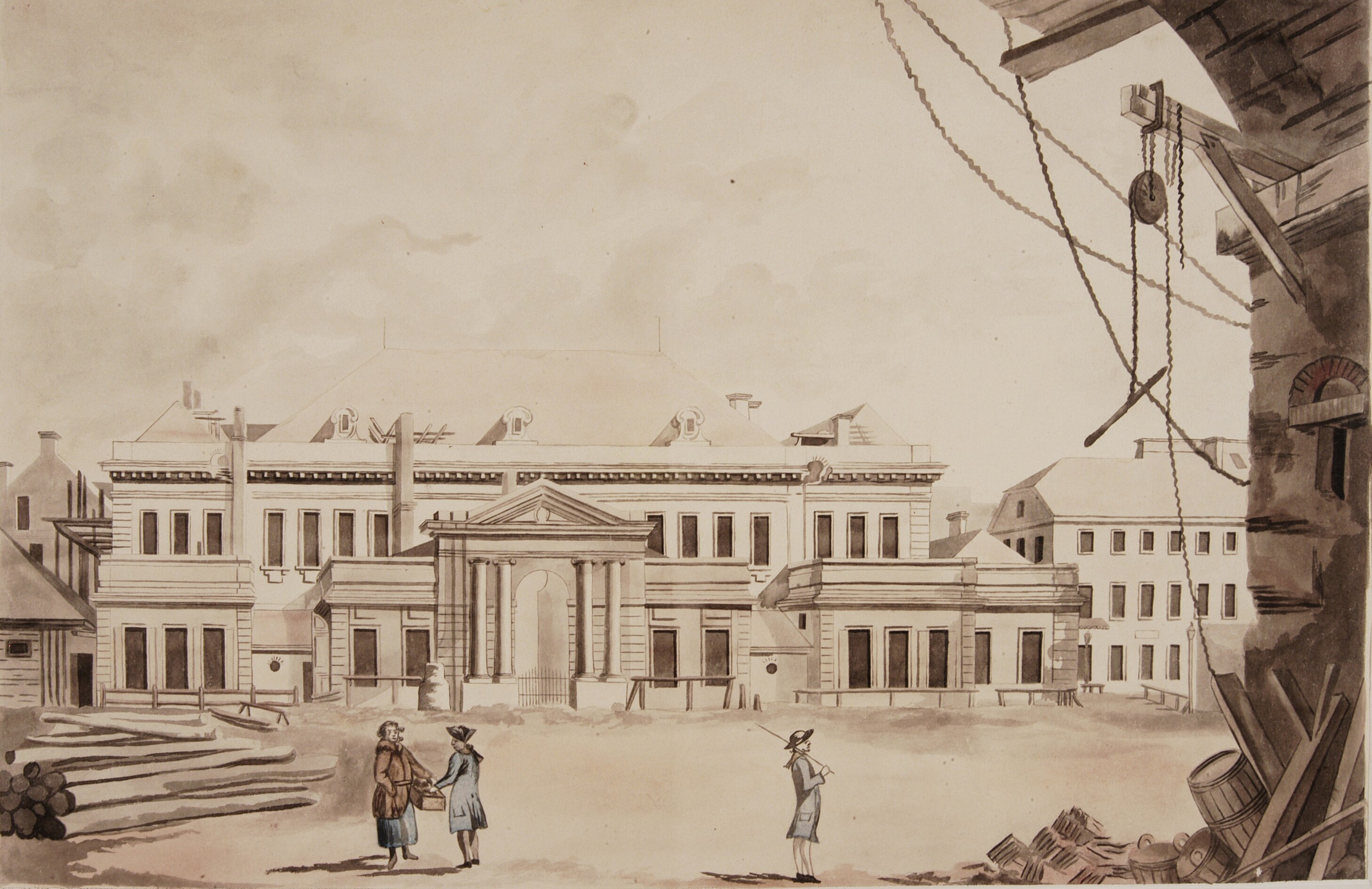
Teatr na placu Krasińskich, rysunek Zygmunta Vogla, ok. 1791, Biblioteka Narodowa w Warszawie

W czerwcu 1785 znalazł się w Warszawie, wraz z innymi uczniami tej szkoły, którzy na mocy testamentu hrabiego Tyzenhauza zostali przekazani pod opiekę królowi Stanisławowi Augustowi. Pod jego pieczą pracowali jako „Tancerze Narodowi Jego Królewskiej Mości”. Występowali w publicznym teatrze na placu Krasińskich oraz w specjalnych przedstawieniach dla monarchy na Zamku Królewskim i w Łazienkach. Rymiński pracował tu nadal pod kierownictwem swojego francuskiego nauczyciela Le Doux (1785–1789) oraz wybitnego warszawskiego baletmistrza alzackiego pochodzenia, Daniela Curza (1786–1794). Tańczył również w baletach innych znanych choreografów zagranicznych, jak: Jean-Georges Noverre, Charles Le Picq czy Domenico Ricciardi. Według Wojciecha Bogusławskiego: „Bardzo dobre początki, które mu dał pierwszy jego nauczyciel, baletmistrz Le Doux, uczyniły go wkrótce znakomitym tancerzem. Przejąwszy później od przejeżdżającego przez Warszawę sławnego tancerza i baletmistrza Picqa najnowszy naówczas sposób tańcowania, tak się w sztuce swojej wydoskonalił, że po odjeździe Picqa wszystkie jego zastępując role, okazał się istotnie wybornym artystą”. Był „pierwszym tancerzem Jego Królewskiej Mości” i w latach 1785–1794 tańczył wszystkie czołowe męskie partie w warszawskim repertuarze baletowym, zyskując wielką popularność.
Pozostawił po sobie kilka śladów w listach i wspomnieniach epoki. Kurlandzka pisarka Elise von der Recke pisała o jego roli w balecie Kora i Alonzo: „Michel, powszechnie podziwiany tancerz, grał Alonza. Ma on jedną z najpiękniejszych figur, tańczy z gracją pełną uduchowienia, unosi się w górę z nieopisaną lekkością”. W opinii Wojciecha Bogusławskiego: „Upodobanym był powszechnie od dworu i całej publiczności, osobliwiej w rolach, które w hiszpańskim albo pasterskim ubiorze tańcował, w rolach bowiem rzymskich albo innych bohaterów, dla bardzo miernego wzrostu mniej się dobrze wydawał. Miał przyjemny układ ciała, poruszenie szykowne i nadzwyczajną żywość”. Poseł polski we Francji, Feliks Oraczewski twierdził natomiast w liście z Paryża: „Nasz warszawski Michałek (...) zdaje mi się, że co do pantomimy, więcej ma wyrazu jak wszyscy tutejsi, nie wyłączając nawet Vestrisa, który tańcuje pięknie, ale figura nieprzyjemna i zawsze grymas na miejscu czułości; jestem pewien, że gdyby się tu Michałek pokazał w balecie Henryka drugiego lub w kozackim, wielką fortunę by zrobił”. Jeszcze w połowie XIX wieku wspominał go ceniony muzykolog Maurycy Karasowski: „W trupie baletników (…) był zręczny skoczek znany pod imieniem Michałka. Zdarzyło się razu jednego, iż gdy król podczas baletu chustę swoją na scenę upuścił, Michałek podniósł ją, a rozpędziwszy się, skoczył ze sceny do loży i oddał królowi”.

### We Lwowie
Po upadku insurekcji kościuszkowskiej, na przełomie lat 1794/1795 występował jeszcze krótko w Warszawie z resztką pozostałych tancerzy królewskich. Jednak po internowaniu Stanisława Augusta w Grodnie, wraz z baletmistrzem Danielem Curzem i kilkoma innymi tancerzami, udał się najpierw za królem do Grodna, a nie znalazłszy tam jego wsparcia, latem 1795 roku pojechał z nimi dalej do Lwowa. Występował tam jeszcze przez półtora roku i według Bogusławskiego „równie z wielkimi oklaskami był przyjmowanym”. Zmarł we Lwowie w nieznanych okolicznościach 1 stycznia 1797 roku. Miał wtedy zaledwie 26 lat. „Allgemeines europäisches Journal” w Brnie odnotował potem wśród styczniowych wydarzeń teatralnych we Lwowie: „Pierwszego zmarł tutaj Pan Michael Rymiński, tancerz baletowy, w 26 roku życia. Miejscowy balet poniósł wielką stratę przez tę śmierć, bo był on tu pierwszym tancerzem i bardzo biegłym w swej sztuce”. „Nieszczęśliwa skłonność do wesołego pożycia za wcześnie wtrąciła go do grobu. Umarł powszechnie żałowany, zabrawszy z sobą talent baletowego tańcowania na polskiej ziemi; żaden bowiem po nim z uczniów tylekroć później zakładanych szkół tańca, nie okazał dotąd odznaczającej się zdolności” – pisał o nim Wojciech Bogusławski w 1820 roku.

## Najważniejsze role

### Teatr na placu Krasińskich
Poniższa lista zawiera najważniejsze role tańczone przez Michała Rymińskiego w Teatrze na placu Krasińskich:
- 1785: Hylas – Hylas i Sylwia, choreografia François Gabriel Le Doux
- 1786: Lindor – Mirza i Lindor, choreografia François Gabriel Le Doux
- 1786: Aleksy – Zbieg, czyli Łaskawość króla, choreografia Daniel Curz według Charles’a Le Picqa
- 1787: Alonzo – Kora i Alonzo, czyli Dziewice słońca, choreografia Daniel Curz
- 1787: Solista – Kozaki, czyli Zezwolenie wymuszone, choreografia Daniel Curz
- 1787: Henryk II – Henryk II, król angielski i Rozymonda, choreografia Daniel Curz
- 1787: Solista – Sierota hiszpańska, czyli Opiekun oszukany, choreografia Daniel Curz według Charles’a Le Picqa
- 1788: Agatis – Małżeństwa Samnitów, choreografia Daniel Curz
- 1788: Ritiger – Wanda, królowa polska, choreografia François Gabriel Le Doux
- 1789: Marek Antoniusz – Kleopatra i Marek Antoniusz, choreografia Daniel Curz
- 1790: Kacyk Kalmor i Kapitan Sander – Kapitan Sander na wyspie Karolinie, choreografia Domenico Ricciardi
- 1790: Solista sceny baletowej w operze – Pirro Giovanniego Paisiella, choreografia Daniel Curz
- 1790: Apelles – Aleksander i Kampaspe, choreografia Daniel Curz według Jeana-Georgesa Noverre’a
- 1791: Adonis – Wenus i Adonis, choreografia Daniel Curz
- 1792: Bachus – Ariadna opuszczona na wyspie Naxos, czyli Bachus i Ariadna, choreografia Daniel Curz